# ياغو مندونسا
ياغو مندونسا هو لاعب كرة قدم برازيلي، ولد في 16 أغسطس 1999.

## وصلات خارجية
- ياغو مندونسا على موقع قاعدة بيانات كرة القدم.إي يو (الإنجليزية)
- ياغو مندونسا على موقع Soccerway.com (الإنجليزية)